# Варгас, Дарси
Да́рси Сарма́нью Ва́ргас (порт. Darcy Sarmanho Vargas; 12 декабря 1895, Сан-Боржа, Бразилия — 25 июня 1968, Рио-де-Жанейро, Бразилия) — бразильский общественный деятель, супруга президента Бразилии Жетулиу Варгаса, в 1930—1945 и 1951—1954 годы — первая леди Бразилии.

## Семья

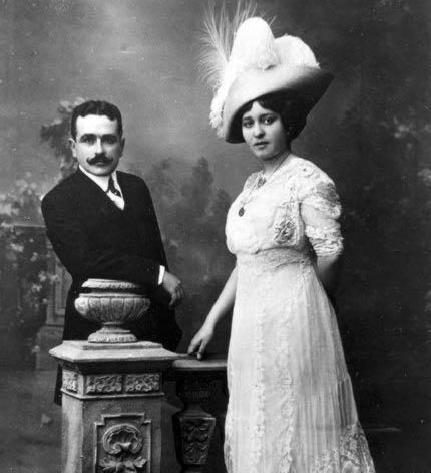
Дарси и Жетулиу Варгасы. Июнь 1911 года

Дарси Сарманью была младшим ребёнком в семье фермера и предпринимателя Антониу Сарманью и его жены Альсиры Лима Сарманью.
В 1911 году пятнадцатилетняя Дарси вышла замуж за адвоката Жетулиу Варгаса. В первые же шесть лет брака она родила ему пятерых детей:

- Лютеру Сарманью Варгас (1912—1989);
- Жандира Варгас (1913—?);
- Альсира Варгас (1914—1992);
- Мануэл Антониу Сарманью Варгас (1916—1997);
- Жетулиу Варгас-младший (1917—1943).

## Первая леди

### 1930—1945

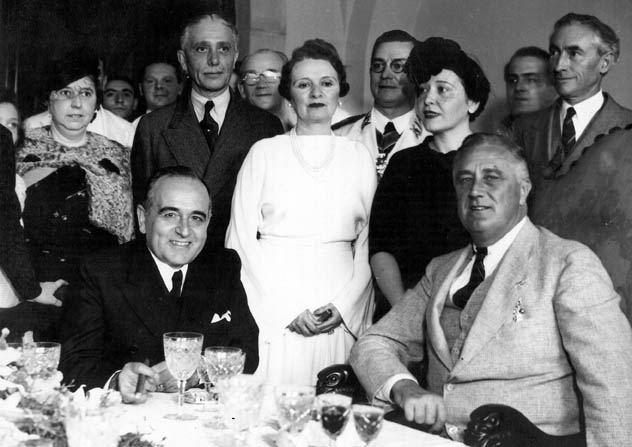
Встреча Варгаса с президентом США Рузвельтом (1936). Слева, за плечом Рузвельта — Дарси Варгас

Будучи супругой Варгаса, Дарси везде сопровождала мужа и всегда поддерживала его начинания на политическом поприще. Сразу после революции 1930 года она начала вести активную общественную работу. Так, женский «Легион милосердия», сформированный её силами в Порту-Алегри, оказывал помощь в обеспечении одеждой и пищей семей, чьи мужчины, наряду с Варгасом, приняли участие в революционных выступлениях.
Во второй половине 1930-х годов в отношениях между Варгасом и его женой произошёл кризис, который достиг своего пика в мае 1938 года (в течение некоторого периода времени супруги даже спали в отдельных кроватях). Кризис был вызван слухами о романах президента с общественной деятельницей Эме Сотто Майор Са, женой начальника охраны Варгаса, и поэтессой Адальгисой Нери, которая состояла в приятельских отношениях с самой Дарси. Однако самой известной любовницей Варгаса стала актриса Вирджиния Лейн, поддерживавшая связь с главой государства более десяти лет.
В 1930-х и 1940-х годах первая леди продолжала заниматься общественной деятельностью и благотворительностью: сотрудничала с Приютом Христа-Искупителя и основанным ей в 1938 году Фондом Дарси Варгас.
После вступления Бразилии во Вторую мировую войну в 1942 году первая леди создала Бразильский легион помощи (LBA), оказывавший материальную поддержку солдатским семьям.
В феврале 1943 года от полиомиелита умер двадцатитрёхлетний Жетулиу Варгас-младший. Впав в глубокую депрессию, первая леди отошла от дел, связанных с Бразильским легионом помощи, и вернулась к работе лишь в октябре того же года.
С помощью кампании, разворачиваемой в прессе, Дарси Варгас сумела привлечь в легион тысячи доброволиц. Женщины, состоявшие в организации, занимались уходом за ранеными и больными, шитьём одежды, приобретением навыков в области эксплуатации промышленного оборудования.

### 1951—1954
После прихода Варгаса к власти Дарси вновь занялась поддержкой волонтёрской деятельности. Так, во время великой засухи в начале 1950-х годов она нанесла визиты в пострадавшие государства, а после наводнения на Амазонке организовала помощь его жертвам.
Первая леди также способствовала покупке тонн сухого молока из Нидерландов на нужды педиатрии и появлению в Бразилии первого госпиталя на колёсах, приобретённого на пожертвованные средства.

## Последние годы
После самоубийства Варгаса в 1954 году его вдова продолжала работать в созданном ей фонде. Она умерла в 1968 году в возрасте 72 лет (в том же возрасте её супруг покончил жизнь самоубийством). Бывшую первую леди похоронили на кладбище Святого Иоанна Крестителя в Рио-де-Жанейро рядом с младшим сыном, по её желанию.

## Память
Именем Дарси Варгас был назван один из крупнейших в мире алмазов (весом в 460 карат), добытый в Бразилии в 1939 году.